# Tiébissou
Tiébissou este o comună din regiunea Bélier, Coasta de Fildeș.